# Християнство у XX столітті

Поширення протестантизму в світі в XX ст.

Християнство в 20 столітті характеризується швидкою секуляризацією західного суспільства, яке почалося в 19-му столітті, і поширенням християнства в незахідних регіонах світу.
З'явився християнський екуменізм після з Единбурзької місіонерської конференцією в 1910 році, і прискорився після Другого Ватиканського Собору католицької церкви.
У той же час, атеїзм поширюється в комуністичній Східній Європі і Радянському Союзі привівши до переслідувань багатьох православних і інших християн. Багато православних виїхали до Західній Європі та Америки, що призвело до значного збільшення контактів між Західним і Східним християнством. Проте, відвідуваність церкви скоротилася більше в Західній Європі, ніж це було на Сході.  Римсько-католицька церква ввела багато реформ для модернізації. Католицькі та протестантські місіонери також здійснювали подорожі на Далекому Сході, з'явилось багато послідовників у материковому Китаї, Тайвані та Японії.

## Православ'я
На початку століття зазнало значних втрат і було переслідуване в соціалістичних країнах, але з початкою кризи в СРСР почало відроджуватись і відновлювати своє становище. Після розпаду Радянського Союзу відбулось відокремлення національних православних церков від Московського патріархату.

## Протестантизм
Головним центром протестантизму в цей час стають Сполучені Штати. Виникають нові рухи харизматичних та п'ятидесятницьких церков. За короткий час вони стають найчисельнішою течією. Після деколонізації Африки протестантизм швидко поширюється на цьому континенті.

## Католицизм
Протягом XX ст. території поширення католицизму перебувало під владою Третього рейху та фашистського режиму Муссоліні. Після їх католицькі Польща, Угорщина, Чехія опинились в соціалістичному таборі. 
В 1965 році на Другому Ватиканському Соборі було прийнято декларацію з засудженням антисемітизму. 